# Biserica „Sfinții Arhangheli Mihail și Gavriil” din Logănești
Biserica „Sf. Arhangheli Mihail și Gavriil” este o biserică amplasată în Logănești, raionul Hîncești, Republica Moldova. Este un monument arhitectural și de artă de importanță națională inclus în Registrul monumentelor Republicii Moldova ocrotite de stat cu nr. 614 (raionul Hîncești). Datează din 1917-1923.